# Marina Subirats
Marina Subirats Martori (Barcelona, 1943) es una socióloga, gestora pública, política  y filósofa española. Fue directora del Instituto de la Mujer (Ministerio de Asuntos Sociales), 1993 a 1996 y ocupó diferentes cargos en el Ayuntamiento de Barcelona: concejala de Educación (1999 - 2006), presidenta del Concejo de Sants Montjuïc (1999-2003), presidenta del Concejo de Nou Barris (2003-2006) y quinta teniente de alcalde y concejala de Educación (2003-2006). Como socióloga está especializada en los campos de sociología de la educación y sociología de la mujer.

## Biografía
Nacida Barcelona en 1943. Hace los estudios primarios en la Escuela del Mar y los secundarios en el Instituto Joan Maragall del distrito del Ensanche de Barcelona. Entra en la Universidad de Barcelona, en la Facultad de Filosofía y Letras donde cursará estudios y se licenciará en Filosofía en 1965. Ampliará estudios en la École Pratique des Hautes Études de París, Francia, donde obtiene el Diplôme d'Études Approfondies en Sociología en 1967. De 1967 a 1970 trabajará de investigadora en el Laboratoire de Sociologie Industrielle de París, bajo la dirección del profesor Alain Touraine.
De vuelta a Cataluña será profesora de Sociología en la Universidad de Barcelona (1970-1973) y en la Universidad Autónoma de Barcelona UAB (desde 1973). Paralelamente trabajará de investigadora en la Fundación Jaume Bofill (1970-71), y el Instituto de Ciencias de la Educación de la UAB en diversas épocas.
Se doctoró en Filosofía en la Universidad de Barcelona en 1974. En 1977 realizará estancias de investigación en la Universidad de Wisconsin (Madison, Estados Unidos), en 1978 en la Universidad de California (Berkeley, Estados Unidos), y en 1987 en el Institute of Education de Londres. 
En 1992 ganó la Cátedra de Sociología de UAB, se especializó en los campos de sociología de la educación y sociología de la mujer. Desde 2006 es catedrática emérita.

## Trayectoria política

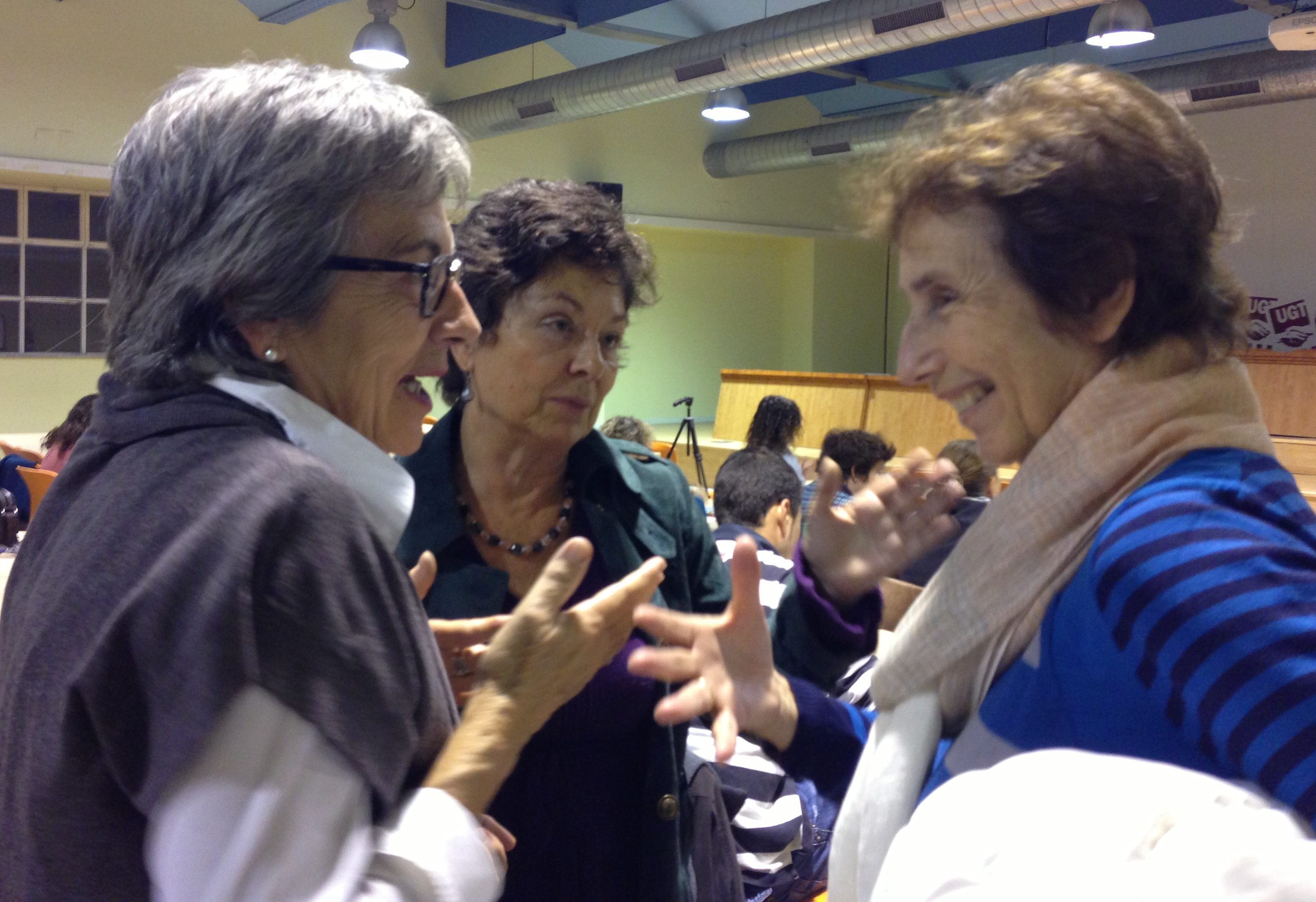
Marina Subirats con Amparo Tomé y Montserrat Moreno en las Jornadas de Igualdad UGT Cataluña Barcelona 2012

Durante el franquismo y los primeros años de la democracia militó en los partidos Bandera Roja, PSUC e Iniciativa por Cataluña Verdes.
Ha sido directora del Instituto de la Mujer del Ministerio de Asuntos Sociales (1993-1996). Miembro de la Comisión de Igualdad de Oportunidades de la Unión Europea entre 1993 y 1996, y presidenta de la misma en 1995.
De 1999 a 2007 fue concejala del Ayuntamiento de Barcelona como independiente en la lista del Partido de los Socialistas de Cataluña responsable de Educación de 1999 a 2006. Fue presidenta del Consejo de Sants-Montjuïc de 1999 a 2003, y del Consejo de Distrito de Nou Barris de 2003 a 2006. De 2003 a 2006 fue también quinta teniente de alcalde.
Es miembro del Consejo Escolar del Estado desde 2004.
En las elecciones generales a Cortes españolas de 2011 apoyó con otros excargos socialistas al candidato Joan Coscubiela de Iniciativa per Catalunya. También en las elecciones al Parlamento de Cataluña del 25 de noviembre de 2012 firmó el manifiesto de 150 exconsejeros, exconcejales y exsenadores de apoyo a Joan Herrera, candidato de Iniciativa per Catalunya-ICV.
En 2015 firmó un manifiesto en apoyo a Barcelona en Común. En las elecciones al Parlamento de Cataluña de septiembre de 2015 se anunció que Marina Subirats junto a Vicenç Navarro cerrarían la lista de Catalunya Sí que es Pot por la circunscripción de Barcelona.

## Premios
- En 2006 recibió la Premio Cruz de San Jorge.[4]

- En 2011 la Asociación Catalana de Sociología reconoció a Marina Subirats con el Premio Cataluña de Sociología.[5]

- En 2023 recibió la Medalla de Honor de Barcelona 2023.[6]

## Obras
- 1981, El empleo de los licenciados (1981). Barcelona: Editorial Fontanella.
- 1983, L’escola rural a Catalunya (1983). Barcelona: Edicions 62.
- 1988, Rosa y Azul. La transmisión de los géneros en la escuela mixta Madrid : Instituto de la Mujer
- 1985,  Coautora de: L’Enquesta Metropolitana de Barcelona, 1986, 1990, 1995, 2000.
- 1998, Con diferencia. Las mujeres frente al reto de la autonomía. Barcelona: Editorial Icaria.
- 1999, Les desigualtats socials a la Catalunya actual en: Rev. Cat. de Sociologia, nº. 9, págs. 27-30.
- 2002, El lideratge educatiu dels municipis en: Perspectiva Escolar, nº. 263, págs. 10-13.
- 2003, Una democracia imperfecta (2003) en: Cuadernos de Pedagogía nº. 326, págs. 52-55.
- 2007, Artículo: Ser mujer. en: Mujeres y Hombres. ¿Un amor imposible?. Madrid: Alianza Editorial, 2007; escribió el libro junto a Manuel Castells.
- 2012, Barcelona: de la necessitat a la llibertat. Les classes socials al tombant del segle XXI. Barcelona: L´Avenç.
- 2013, Forjar un hombre, moldear una mujer (2013). Bellcaire d'Empordà, Girona: Aresta.